# Liste der Monuments historiques in Lécousse
Die Liste der Monuments historiques in Lécousse führt die Monuments historiques in der französischen Gemeinde Lécousse auf.

## Liste der Objekte
| Bezeichnung      | Beschreibung           | Standort                       | Kennzeichnung | Schutzstatus | Datum | Bild |
| ---------------- | ---------------------- | ------------------------------ | ------------- | ------------ | ----- | ---- |
| Weihwasserbecken | Stein, 15. Jahrhundert | in der Kirche St-Martin (Lage) | PM35000295    | Classé       | 1919  |      |